# Medalla d'Albert per salvar vides
La Medalla Albert (anglès: Albert Medal) va ser una condecoració britànica instituïda per reconèixer el salvament o l'esforç per salvar vides d'altres persones. Va existir des del 1866 fins al 1971.

## Història
La Medalla Albert va ser instituïda per primera vegada per una ordre reial el 7 de març de 1866. Va ser anomenada en memòria del príncep Albert i originalment es va atorgar per reconèixer el salvament de vides al mar. La medalla original tenia una cinta blava de 16 mm d'amplada amb dues franges blanques.
El primer receptor de la medalla, l'únic receptor sota la concessió de 1866, va ser Samuel Popplestone, un arrendatari, que el 23 de març de 1866 va ajudar a rescatar quatre homes després que el vaixell de càrrega Spirit of the Ocean perdés la seva batalla amb vents de força onze i fos esquinçat en ser arrossegat contra les famoses roques de Start Point a Devon. En presenciar l'accident, Popplestone es va aturar només per donar l'alarma abans de partir sol cap al naufragi, armat amb només un petit rotlle de corda. Va enfilar-se a les roques i, tot i que va ser arrossegat diverses vegades, finalment va aconseguir treure quatre homes de l'aigua i arrossegar-los pel penya-segat fins a un lloc segur. A mesura que la història de la valentia de Popplestone es va conèixer a través de la premsa, va ser aclamat com un heroi i, com a resultat del seu heroisme, es va convertir en el primer receptor del nou premi per valentia civil.
Una altra ordre reial el 1867 va crear dues classes de Medalla Albert, la primera en or i bronze i la segona en bronze, ambdues esmaltades en blau, i la cinta de la primera classe va canviar a 35 mm d'amplada amb quatre franges blanques. La medalla estava feta d'or (tot i que els primers exemples són d'or i bronze), que estava esmaltat en blau.
El 1877, la medalla es va ampliar per incloure el salvament de vides a terra i, a partir d'aquest punt, hi ha dues medalles amb inscripcions diferents que representen per a què es van atorgar. La versió terrestre estava esmaltada en vermell, amb una cinta vermella. Hi havia miniatures dels quatre tipus (dues classes per a mar i terra, i es creu que les condecoracions d'or eren daurades).
Els títols de les medalles van canviar el 1917, la d'or "Medalla Albert, primera classe" va passar a ser la "Medalla Albert d'or" i la de bronze "Medalla Albert, segona classe" va passar a ser coneguda simplement com a "Medalla Albert".
L'esdeveniment que va conduir a la introducció de la Medalla Albert per la Valentia a Terra va ser el desastre de la mina de carbó de Tynewydd, que va tenir lloc l'11 d'abril de 1877. En molts sentits, tot i que va ser tràgic, el desastre de Tynewydd va ser, segons els estàndards de l'època, en què els accidents miners individuals sovint es van cobrar centenars de vides, relativament poc destacable. Tanmateix, a mesura que la fascinant saga del rescat decidit, perillós i estoic dels miners supervivents va ser reportada dramàticament i episòdicament a la premsa, va captivar la imaginació del públic i dels diputats. En conseqüència, lliurada des del Castell de Windsor el 25 d'abril de 1877, es va anunciar que "la Medalla Albert, fins ara només atorgada per la valentia en salvar vides al mar, es prorrogaria per accions similars a terra, i que les primeres medalles encunyades per a aquest propòsit es conferirien als heroics rescatadors dels miners gal·lesos".

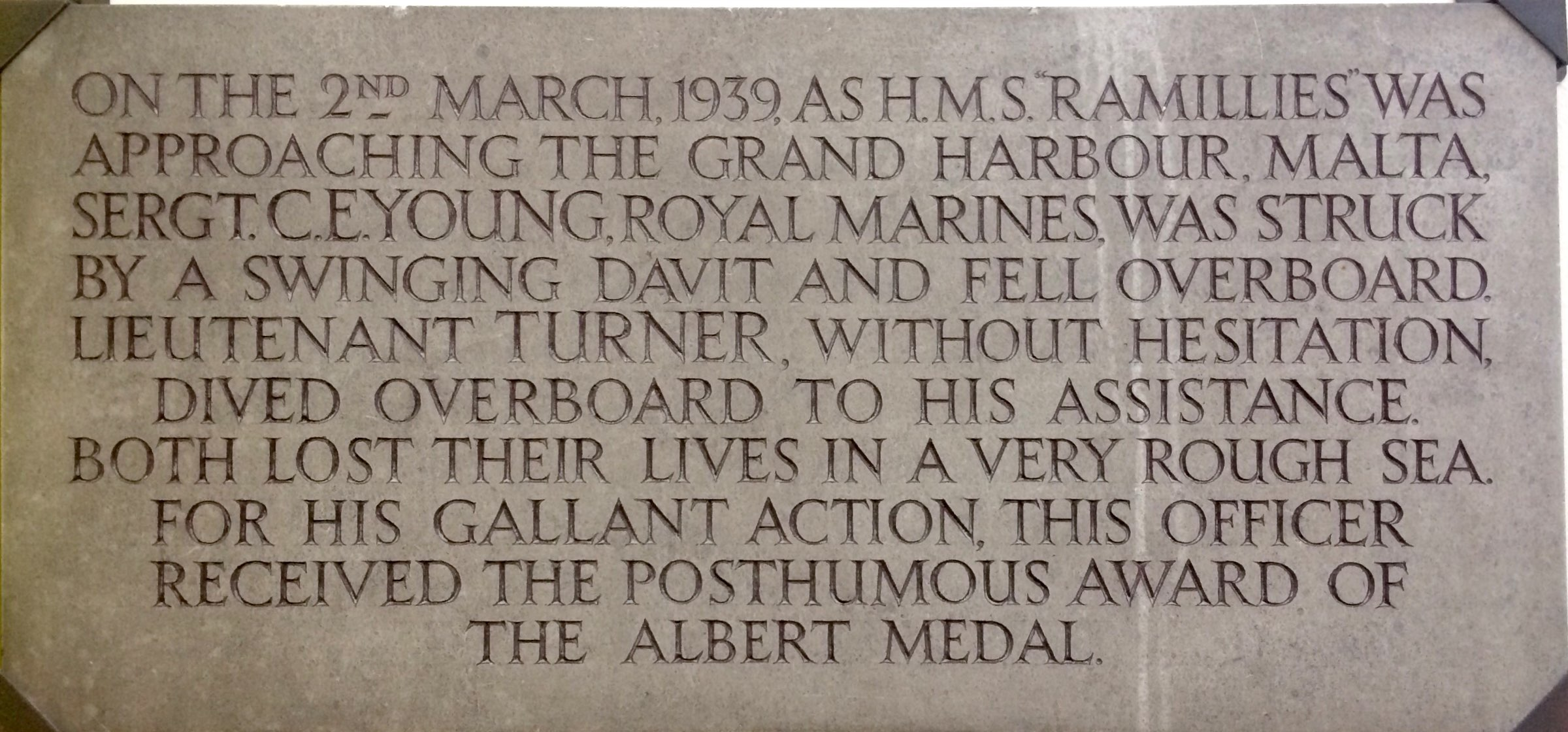
Placa commemorativa en commemoració del tinent Turner, dels Royal Marines, que va rebre la condecoració pòstuma de la Medalla Albert després, sense dubtar-ho, de llançar-se per la borda per ajudar el sergent G.E. Young el 2 de març de 1939. Tots dos van perdre la vida en una mar molt agitada.

La Medalla Albert d'or es va atorgar per última vegada el 1945. L'ordre reial de la Medalla Albert no es va modificar per reflectir les decisions de finals de la dècada de 1940 de deixar d'atorgar la Medalla Albert d'or i només atorgar la Medalla Albert (de bronze) a títol pòstum. El 1971, la Medalla Albert va ser revocada (juntament amb la Medalla Eduard) i tots els receptors vius, a 21 d'octubre de 1971, van ser considerats titulars de la Creu de Jordi. Tot i que tots els receptors supervivents van ser considerats titulars de la Creu de Jordi, tenien l'opció de canviar la seva insígnia.
Aya-I-Ga, Neighbour o Nipper (c. 1882 – 21 de juny de 1954) va ser un rastrejador de policia i ramader al Territori del Nord d'Austràlia. És el primer indígena australià a guanyar una medalla per valentia, per salvar un policia d'ofegar-se el 1911.
Els dos últims premis es van promulgar a la London Gazette del 31 de març de 1970, al difunt primer oficial Geoffrey Clifford Bye de Boolaroo, Nova Gal·les del Sud, Austràlia, i l'11 d'agost de 1970 al difunt Kenneth Owen McIntyre de Fairy Meadow, Nova Gal·les del Sud , Austràlia.

## Premis atorgats
| Premi d'or (mar)        | 25 (més un per a la Junta de Comerç) |
| Premi de bronze (mar)   | 216                                  |
| Medalla d'or (terra)    | 45                                   |
| Premi de bronze (terra) | 282                                  |

## Receptors notables
- John Leslie Urquhart[9]